# تاريخ رصد المريخ

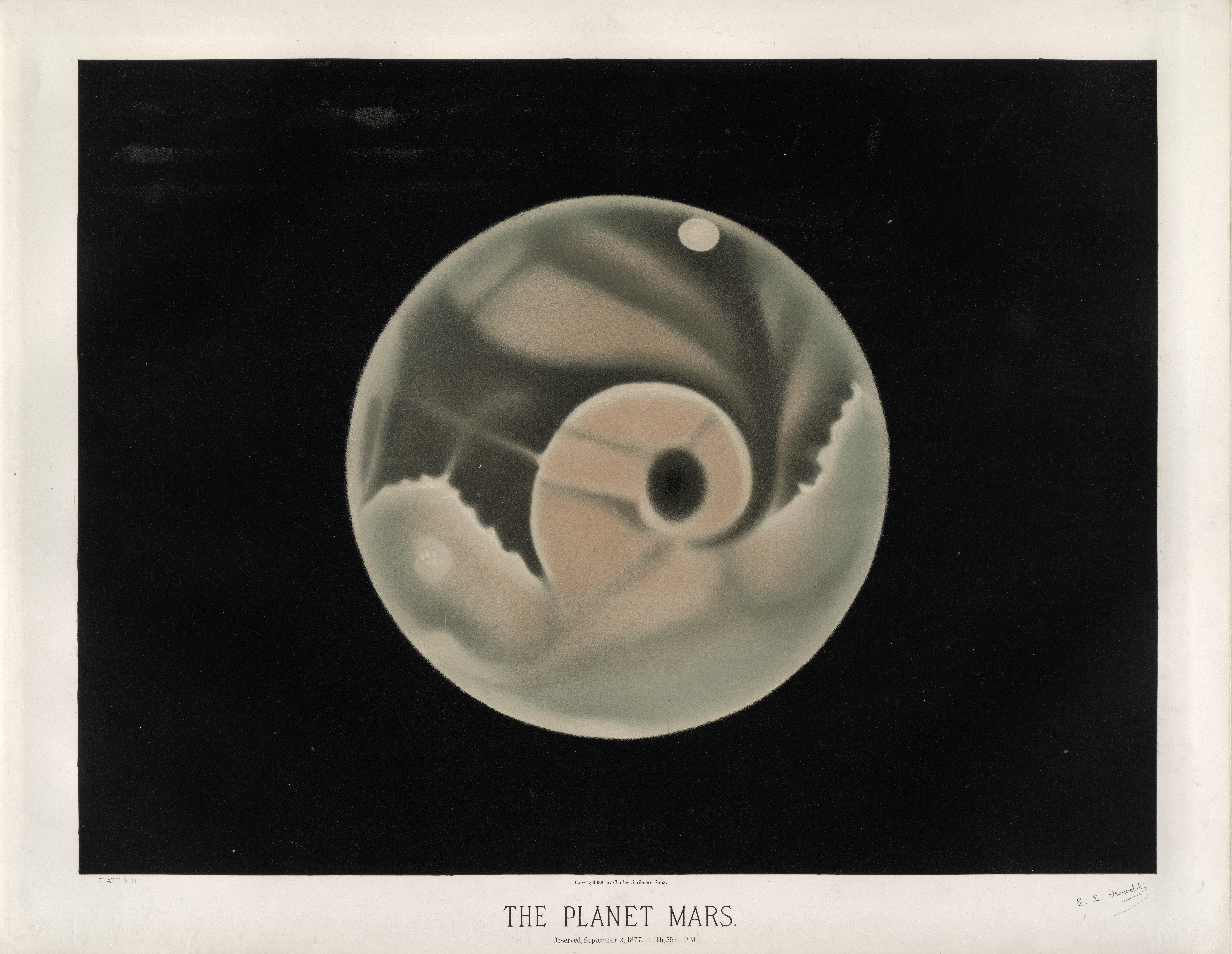
رسم ملون للمريخ بريشة الفلكي الفرنسي إيتيان ليوبولد تروفلو في 1877

يمتد تاريخ رصد المريخ للفلكيين المصريين في الألفية الثانية قبل الميلاد. وهناك أيضًا سجلات صينية عن تحركات المريخ ترجع إلى ما قبل تأسيس مملكة تشو (1045 ق.م). وقد قام فلكيون بابليون بتسجيل ملاحظات عن موقع المريخ بالتفصيل، وطوّر الفلكيون أيضًا تقنيات رياضية تفيد في التنبؤ بموقع المريخ في المستقبل. وكذلك طوّر الفلاسفة اليونانيون القدماء والفلكيون الهيلنيون نموذجًا فلكيًا يحتل كوكب الأرض فيه المركز، واستخدموه في تفسير تحركات المريخ. وكذلك قام الفلكيون الهنود والفلكيون المسلمون بتقدير حجم المريخ والمسافة بينه وبين الأرض. وفي القرن السادس عشر، قدم نيكولاس كوبرنيكوس نموذجًا فلكيًا تحتل الشمس فيه مركز المجموعة الشمسية، وتدور الكواكب في هذا النموذج في مدارات دائرية حول الشمس. وقد راجع يوهانس كيبلر هذا النموذج، وخلص إلى أن مدار المريخ هو مدار إهليجي، وهذا أكثر توافقًا مع بيانات الرصد التي توفرت حينها.
وكان جاليليو جاليلي أول من راقب المريخ باستخدام تلسكوب في 1610. وفي خلال قرن واحد، اكتشف الفلكيون وضاءة مائزة للكوكب؛ ومنها الرقعة الداكنة المسماة (سايرتايس ماجر بلانم) وأيضًا الأغطية الثلجية القطبية، بالإضافة إلى ذلك، تمكن العلماء من تحديد فترة دوران الكوكب وميله المحوري. وقد سُجلت تلك المعلومات في الفترة التي كان المريخ يقابل الشمس فيها، وذلك لأنه في هذه الفترة يكون المريخ في أقرب موقع للأرض.
وتلي تليسكوب جاليليو أنواع أخرى أكثر تطورًا في بداية القرن التاسع عشر، وبفضلها تمكن العلماء من تحديد مواقع الوضاءة بالتفصيل. ونُشرت خريطة أولية للمريخ في 1840، ولحقتها أخريات أكثر وضوحًا بداية من 1877 فصاعدًا. وحينما خال الفلكيون أنهم قد وجدوا توقيعًا طيفيًا دالًا على وجود ماء في الغلاف الجوي الخاص بالمريخ، انتشرت فكرة وجود حياة على المريخ بين العامة. بالإضافة إلى ذلك، ظن بيرسفال لوفل أنه يرى شبكة قنوات صناعية على سطح المريخ، ولكن اتضح فيما بعد أن تلك العلامات الخطية ليست إلا خداعا بصريا، وأن الغلاف الجوي المريخي رقيق بدرجة لا تدعم وجود حياة تشبه تلك التي على سطح الأرض.
وقد رُصدت السحب الصفراء في الغلاف الجوي للمريخ منذ سبعينيات القرن التاسع عشر، واعتقد يوجنيوس مايكل أنطونيادي أنها تكونت جراء رمال أو تراب تذره الرياح. وفي عشرينيات القرن العشرين، قيست نسبة درجة حرارة سطح المريخ، وتراوحت بين 85- إلى 7 درجة سلزيوس (-121 إلى 45 درجة فهرنهايت). ووجد الفلكيون أيضًا أن الغلاف الجوي الخاص بالكوكب جاف ويوجد به كميات ضئيلة من الأكسجين والماء. وفي 1947، برهن جيرارد كايبر أن الغلاف الجوي المريخي يحتوي على كميات كبيرة من ثاني أكسيد الكربون؛ وقدرت الكمية بأنها ضعف تلك الموجودة في الغلاف الجوي الأرضي. وقد اعتمد الاتحاد الفلكي الدولي في 1960 أول مجموعة مصطلحات رسمية للوضاءات المريخية. ومنذ ستينيات القرن العشرين، أُرسلت المركبات الفضائية ذات المهام الآلية المتعددة لاستكشاف المريخ؛ سطحًا ومدارًا. ومنذ ذلك الحين فصاعدًا، يخضع المريخ للرصد باستخدام أدوات موجودة على الأرض وأخرى في الفضاء وذلك من خلال تقصي مصادر الأطياف الكهرومغناطيسية الكثيرة المنبعثة منه. وكذلك أدى اكتشاف الأحجار النيزكية المريخية على الأرض إلى فحص معملي للمواد الكيميائية على المريخ.

## أقدم محاولات الرصد

أثناء عبور الأرض أمام المريخ، يظهر المريخ كما لو أنه يدور في اتجاه عكسي وذلك لفترة قصيرة.

عرف المصريون القدماء وجود المريخ بأنه جرم يحلق في السماء ويظهر في الليل. وبحلول الألفية الثانية ق.م، كان المصريون قد عرفوا حركة المريخ التراجعية؛ أي الفترة التي يظهر المريخ لهم متحركًا عبر السماء في اتجاه عكس مسار ظهوره المعتاد. بالإضافة إلى ذلك، صور المصريون المريخ على سقف مقبرة سيتي الأول، وسقف معبد الرامسيوم، وفي خريطة سنموت للنجوم، وتُعد تلك الخريطة من الأقدم من نوعها، حيث يرجع تاريخ رسمها إلى 1534 ق.م، وتعتمد الخريطة على مواقع الكواكب.
وبحلول عصر الإمبراطورية البابلية الحديثة، كان الفلكيون البابليون يرصدون مواقع ومواضع الكواكب بشكل ممنهج؛ فقد عرفوا عن المريخ، على سبيل المثال، أن الكوكب يقوم بعدد 37 دورا مداريا، أو 42 دائرة برج، كل 79 سنة. وكذلك اخترع البابليون طرق رياضية للقيام بتصحيحات طفيفة على مواقع الكواكب التي توقعوها؛ وتعتمد هذه الطرق مبدئيًا على قياسات التوقيت؛ مثلما يحدث عندما يلوح المريخ في الأفق في حركته العادية وفي حركته التراجعية، وذلك أكثر دقة من تحديد موقع المريخ في القبة السماوية.
وترجع أقدم محاولات رصد صينية لشكل وحركة المريخ إلى ما قبل تأسيس مملكة التشو (1046 ق.م)، وبحلول عصر مملكة التشين (221 ق.م) كان الفلكيون قد جمعوا سجلات بيانات رصد للكواكب عن كثب، ومن ضمن هذه الكواكب كان المريخ. وبالإضافة إلى ذلك، تمت ملاحظة أوقات احتجاب المريخ بسبب الزهرة في أعوام 368، و375، و405 ق.م. وفي فترة مملكة التانج (618 ق.م)، كانت قد عُرفت مدة الدور المداري للمريخ وحركته بالتفصيل.
وقد تأثر الفلك عند قدماء اليونان بالمعارف التي نُقلت إليهم من حضارة بلاد الرافدين، وكان المريخ قد ارتبط عند البابليين بنرجال، آله الحرب والوباء، ولذا ارتبط الكوكب عند اليونانيين بآله الحرب لديهم، وهو آريز. وفي هذه الفترة، لم يول اليونانيون تحركات الكواكب اهتمامًا؛ ومما يبرهن على ذلك أنه لم ترد أية معلومة عن الكواكب في كتاب (الأعمال والأيام) (حوالي 650 ق.م) الذي كتبه هزيود.

## نماذج المدارات

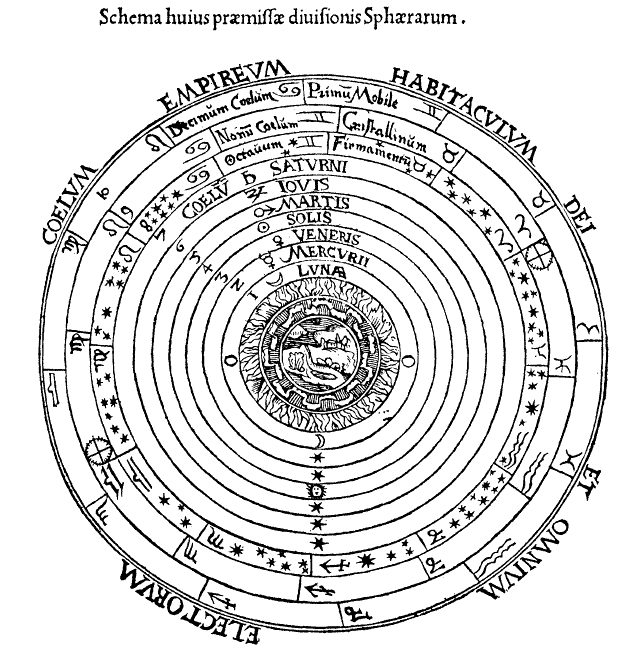
نموذج مركزية الأرض في الكون.

أطلق اليونانيون اسم «بلانيتون» على الأجرام السماوية السبعة المتحرك، وأيضًا النجوم التي تتحرك في فضاءها، واعتقدوا أن هذه الأجرام تتحرك حول الأرض. ويعد توضيح الفيلسوف اليوناني أفلاطون لترتيب الكواكب، والذي جاء في كتابه (الجمهورية) (الكتاب العاشر. 616هـ-617ب) أقدم البيانات المتوفرة بهذا الصدد في تاريخ اليونان في الفلك. وكذلك رتب أفلاطون الكواكب من حيث الأقرب إلى الأرض إلى الأكثر بعدًا عنها، وجاء الترتيب على النحو التالي: القمر، ثم الشمس، ثم الزهرة، ثم عطارد، ثم المريخ، ثم المشترى، ثم زحل، بالإضافة إلى النجوم الثابتة. وفي محاورات أفلاطون مع طيمايوس، اعتقد أفلاطون أن سرعة تحرك هذه الأجسام في السماء تعتمد على مدى بعدهم عن الأرض؛ فأبعدها هو الأبطء.
راقب أرسطو، تلميذ أفلاطون، أحد أوقات احتجاب المريخ بفعل القمر في 365 ق.م، وخرج بأن المريخ حتمًا أبعد من القمر بالنسبة للأرض. ولاحظ كذلك أن المصريين والبابليين قد راقبوا ظواهر احتجاب مماثلة تحدث للنجوم والكواكب. واستخدم أرسطو هذه المعلومات ليبرهن على ترتيب الكواكب كما وضعه اليونانيون؛ فقد قدم أرسطو في كتابه (السماء) نموذج للكون حيث تدور الشمس، ويدور القمر، وتدور الكواكب حول الأرض وتبعد عنها بمسافات ثابتة. وقد قدم الفلكي اليوناني هيبارخوس نموذج أكثر تطورًا لمركزية الأرض في الكون؛ فقد اعتقد أن المريخ يتحرك في مسار دائري، يسمى دائرة الدُّويري، تقع نقطة مركزه على دائرة أخرى أكبر منه ويدور الاثنان حول الأرض فيما يعرف بفلك التدوير.
وفي فترة حكم الرومان مصر في القرن الثاني ق.م، حاول كلاوديوس بطليموس إيجاد تفسير للحركة الدورانية التي يقوم بها المريخ. فقد كشفت مراقبات المريخ أن الكوكب يبدو أنه يتحرك أسرع بنسبة 40% على جانب من مداره مقارنة بالجانب الآخر؛ وهو ما يتضارب مع نموذج أرسطو الذي يقضي بثبات سرعة وشكل الحركة. فأجرى بطليموس تعديلات على نموذج حركة الكواكب؛ فأضاف نقطة بعيدة عن مركز المدار الدائري للكوكب (الإيكوانت)، والذي يتحرك الكوكب حولها بسرعة زاوية ثابتة. بالإضافة إلى ذلك، رتب بطليموس الكواكب، وفق المسافات التي تتزايد بينهم والأرض، على النحو التالي: القمر، ثم عطارد، ثم الزهرة، ثم الشمس، ثم المريخ، ثم المشترى، ثم زحل، ثم النجوم الثابتة. وقد طرح بطليموس هذا النموذج بالإضافة إلى أعماله المجمعة في مجال الفلك في كتابه (المجسطي)، وظل هذا الكتاب الأطروحة الحجية التي اعتمد عليها علم الفلك في الغرب لمدة 14 قرن بعد صدوره.
وفي القرن الخامس ق.م، وُجد في كتاب هندي عن الفلك يدعى (حكمة الشمس) تقدير للحجم الزاوي للمريخ وهو 2 دقيقة قوسية (ما يعادل 1/30 من الدرجة)، وكذلك أوضح الكتاب بُعد المريخ عن الأرض ومقداره 10,433,000 كم (1,269,600 يوجانا، واليوجانا هي وحدة قياس في الكتاب، وهي تعادل 8 كم). وبناء على ذلك، قُدر قطر المريخ في الكتاب بقيمة 6,070 كم (754.4 يوجانا)، وهذا يقل بنسبة 11% عن القيمة الشائعة في ذلك الوقت وهي 6,788. ولكن هذه القيمة هي نتاج تخمين غير دقيق للحجم الزاوي للمريخ، وقد تكون هذه القيمة أيضًا جاءت تأثرًا بما جاء في كتاب بطليموس من سرد لقيمة 1.57 دقيقة قوسية. وفي كل الأحوال، كلتا القيمتين تفوق بشكل ملحوظ القيمة التي تم التوصل إليها باستخدام التلسكوب.
| نموذج لمركزية الأرض بالنسبة لحركة المريخ لكيبلر من كتابه (علم الفلك الجديد) (1609) | حسابات المقابلة الحديثة |
| تظهر هاتان الرسمتان التوضيحيتان اتجاه المريخ وبعده باعتبار الأرض هي المركز، ويوضح أيضًا المقابلات وأقربها التي تحدث كل 15-17 عام بسبب الشذوذ المداري للمريخ، وكذلك يوضح الحركة التي تبدو تراجعية والتي تحدث كل عامين تقريبًا. |                         |

وفي عام 1543، نشر نيكولاس كوبرنيكوس نموذج مركزية الشمس في كتابه (في ثورات الأجواء السماواية)، وهذه الأطروحة توضح أن الأرض تدور في مدار حول الشمس بين المدارات الدائرية الخاصة بكوكب الزهرة والمريخ. وهذا النموذج ينجح في تفسير مقابلة مواقع المريخ، والمشترى، وزحل للشمس خلال حركتهم التراجعية. لذا فقد نجح كوبرنيكوس في ترتيب الكواكب ترتيبًا صحيحًا في نظام تحتل الشمس فيه المركز، وذلك على أساس واحد فقط وهو المدة التي تستغرقها الكواكب في الدوران حول الشمس. وقد لاقت نظرية كوبرنيكوس تدريجيًا قبولًا بين الفلكيين الأوربيين بالأخص بعد أن نشر إيراسموس رينهولد، الفلكي الألماني، كتابه (الجداول البروسية) في 1551، وتعتمد الحسابات الواردة بهذا الكتاب على نموذج كوبرنيكوس.
وفي الثالث عشر من أكتوبر عام 1590، راقب ميخائيل مايستلين أحد أوقات احتجاب المريخ بسبب الزهرة. وسريعًا ما أصبح يوهانس كيبلر، أحد طلاب مايستلين، من مؤيدي نموذج كوبرنيكوس. وبعد أن أتم كيبلر دراسته عمل مساعدًا لتيكو براهي، وهو فلكي من نبلاء الدنمارك. وقد تمكن كيبلر من البدء بطريقة رياضية في إيجاد بديل للجداول البروسية بفضل البيانات المفصلة لمراقبات المريخ التي قام بها تيكو والتي اطلع عليها كيبلر. وحاول كيبلر مرات عديدة مطابقة حركة المريخ على المدار الدائري الذي تنص عليه أطروحة كوبرنيكوس، ولكن باءت كافة محاولاته بالفشل، ولكن بعد ذلك نجح في مطابقة حركة المريخ بمراقبات تيكو؛ حيث أنه افترض أن مدار المريخ إهليجي، وأن الشمس تقع على إحدى البؤر على محور تناظر الإهليج. وكانت هذه الفرضية هي أساس قوانين كيبلر لحركة الكواكب التي نشرت في كتابه (خلاصة أطروحة كوبرنيكوس الفلكية)، الذي يتكون من أجزاء عديدة، فيما بين 1615 و1621.

## أوائل المراقبات بالتلسكوب
يعد أكثر التقديرات صحة للحجم الزاوي للمريخ هو 25 دقيقة قوسية، ولا تسطيع العين المجردة رؤية هذا الحجم في هذه المسافة. لذا قبل اختراع التلسكوب لم يُعرف شيءٌ عن الكوكب عدا موقعه في السماء. وكان جاليليو جاليلي هو أول شخص مسجل في التاريخ يستخدم التلسكوب في المراقبات الفلكية؛ فتدل سجلات ملاحظاته أنه بدأ رصد المريخ باستخدام التلسكوب في سبتمبر 1610. ولكن كان تلسكوب جاليلي بسيطًا ولا يظهر أية تفاصيل على سطح الكوكب، لذا كان هدف جاليلي هو رصد ما إذا كان المريخ يمر بأطوار ظلام جزئي على غرار الزهرة والقمر. وعلى الرغم من قلقه من عدم نجاحه في مراقباته، إلا أن جاليلي لاحظ بالفعل انكماش الحجم الزاوي للمريخ. وكذلك نجح الفلكي البولندي يوهانس هيفيليوس في رؤية مرحلة من مراحل الظلام الجزئي للمريخ في 1645.

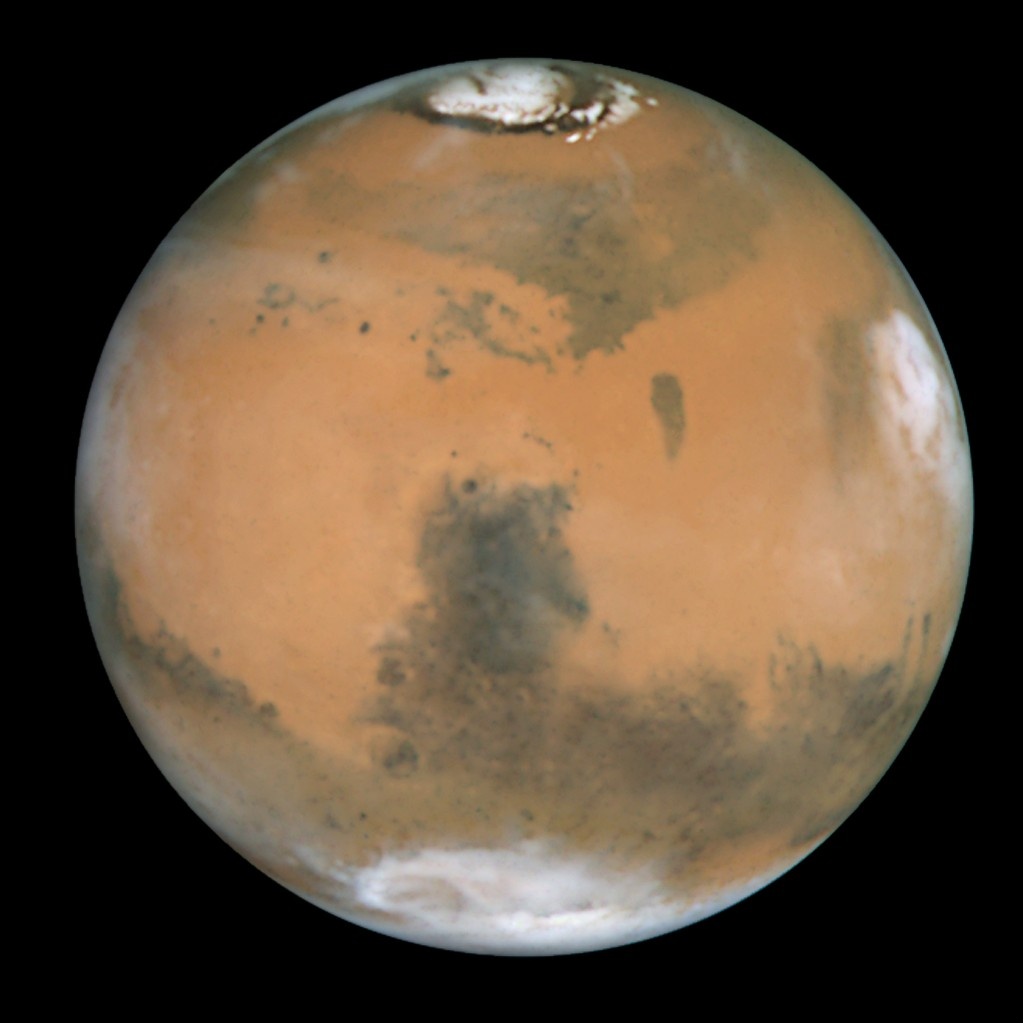
تظهر الوضاءة المنخفضة أو سايرتايس ماجر واضحًا في مركز القرص. صورة من ناسا/تلسكوب هابل الفضائي.

وفي عام 1644 أعلن الراهب اليسوعي دانيلّو بارتولي أنه رأى رقعتين داكنتين اللون على المريخ. وخلال أوقات المقابلة في 1651، و1653، و1655، عندما كان المريخ في أقرب نقطة إلى الأرض، لاحظ الفلكي الإيطالي جوفانّي باتّيستا ريتشولي وتلميذه فرانشيسكو ماريا جريمالدي رُقعًا على سطح المريخ تتباين نسبة الانعكاس فيها. وكان كريستيان هوغنز هو أول من يرسم خريطة للمريخ تُظهر ملامح أرض الكوكب. وفي الثامن والعشرين من نوفمبر 1659، قدم هوغنز رسم توضيحي للمريخ يظهر المنطقة الداكنة الملحوظة والتي تعرف باسم سايرتايس ماجر بلانم، بالإضافة إلى توضيح ما يشبه أحد الأغطية الثلجية. وفي العام نفسه، نجح أيضًا في قياس مدة دوران الكوكب، وقيمها بما يقرب من 24 ساعة. وكذلك قام بحساب أولي لقطر المريخ، وقدره بحوالي 60% من حجم الأرض، وهي نسبة تقترب كثيرًا من النسبة التي توصل إليها العلماء حديثًا وهي 53%. وعلى الأرجح كان الفلكي الإيطالي جوفانّي دومينيكو كاسّيني هو أول من ذكر الغطاء الثلجي الجنوبي بوضوح وذلك في عام 1666. وكذلك قام في العام نفسه باستخدام بيانات مراقبات التضاريس السطحية للمريخ من أجل تحديد فترة دوران الكوكب، وقد قدرها بمدة 24 ساعة و40 دقيقة، وهذه المدة تقصر عن المدة المعروفة حاليًا بما يقل عن 3 دقائق. وفي 1672، تبين هوغنز غطاء ثلجي غير واضح في القطب الشمالي للمريخ.
وبعد أن تولى كاسّيني منصب أول مدير لمرصد باريس الفلكي في 1671، أخذ يدرس المدى الفزيائي للنظام الشمسي؛ فمن خلال قانون كيبلر الثالث، عُرفت الأحجم النسبية لمدارات الكواكب، ولكن أراد العلماء التوصل إلى الحجم الحقيقي لمدار أحد الكواكب. لذا حُدد موقع المريخ في الفضاء من أماكن مختلفة على سطح الأرض، بذلك حُددت اختلافات المنظر اليومية للكوكب. وفي العام الذي شهد هذه العمليات، كان المريخ يمر بتلك النقطة على مداره حيث يكون أقرب ما يكون للشمس (في وضع مقابلة القبا)، لذا فكان الكوكب في هذا الوقت قريب من الأرض. وقد حدد كاسّيني وجون بيكار موقع المريخ من باريس، وحدده الفلكي الفرنسي جون ريشيه من كايين في أمريكا الجنوبية. وعلى الرغم من أن الأدوات المستخدمة كانت بدائية وأعاقت عمليات الرصد هذه، إلا أن قيم اختلاف المنظر التي خلص إليها كاسّيني تقع في نطاق 10% زيادةً أو نقصانًا عن القيمة الصحيحة. وكذلك قام الفلكي الإنجليزي جون فلامستيّد بمحاولات قياس مشابهة، وتوصل إلى نتائج مشابهة.
وفي عام 1704 أجرى الفلكي الإيطالي جاك فيليب مارالدي «دراسة منظمة على الغطاء الجنوبي، ولاحظ أن هناك» تغييرات تطرأ عليه تبعًا لدوران الكوكب، وعلى هذا فإن الغطاء ليس في مركز القطب. ولاحظ مارالدي أيضًا أن حجم الغطاء يتغير بمرور الوقت. وبدأ السير ويليام هيرشل الفلكي البريطاني الجنسية، ومسقط رأسه ألمانيا، في رصد المريخ في 1777، ورصد على وجه الخصوص الأغطية القطبية. وفي عام 1781، لاحظ هيرشل أن الغطاء الجنوبي يبدو «في غاية الضخامة»، وأعزى هذا إلى وقوع القطب في الظلام لمدة اثنا عشر شهر. وبحلول عام 1784، بدا الغطاء الجنوبي أقل حجمًا بشكل ملحوظ عما سبق؛ ومن هذا التغير الذي يطرأ على حجم الأغطية وفقًا للمواسم التي تتعاقب على الكوكب، توصل هيرشل إلى أنها أغطية ثلجية. وفي 1781، قدر هيرشل فترة دوران المريخ بمدة 24 ساعة، و39 دقيقة، و21.67 ثانية، كما قاس أيضًا الميل المحوري لقطبي الكوكب من المستوى المداري وقدرها بقيمة 28.5 °. بالإضافة إلى ذلك، ذكر هيرشل أيضًا أن «الغلاف الجوي للمريخ مختلف، ولكنه مناسب؛ على الأرجح أن الكائنات الحية على هذا الكوكب يحيون في ظروف تتشابه كثيرًا مع ظروف كوكبنا». وفيما بين عامي 1796 و1809، تبين الفلكي الفرنسي أونوريه فلوجيرج وجود تعتيم على المريخ، واعتقد أن الكوكب مغطي بما أسماه «أغطية ذات لون المغرة». وقد تكون تلك المعلومة من أقدم الملاحظات للسحب الصفراء أو العواصف على المريخ.

## الفترة الجغرافية
وفي مطلع القرن التاسع عشر، زاد حجم عدسات التلسكوبات وزادت دقتها مما أدى إلى تقدم ملحوظ في قابلية الرصد. ومن أهم هذه التحسينات كانت العدسة اللالونية أو الأكروماتية التي تتكون من جزئين، وهي من ابتكار عالم البصريات الألماني جوزيف فون فراونهوفر، ومن أهم ما حققته تلك العدسة هو تقليل الزغب، وهو التأثير البصري الذي من شأنه أن يشوه الإطار الخارجي للصورة. وبحلول عام 1812، استطاع فراونهوفر صنع عدسة لالونية شيئية يبلغ قطرها 190 مل (7.5 بوصة)، ويعد حجم هذه العدسة البدائية أهم عنصر في تحديد قدرة تلسكوب العدسات على تجميع الضوء ودقة صوره. وخلال وجود المريخ في وضع مقابلة في عام 1830، استخدم الفلكيان الألمانيان يوهان هاينريش ميدلر وفيلهيلم بير تلسكوب العدسات الذي ابتكره فراونهوفر، ذو العدسة مقاس 95 مل (3.7 بوصة)، وقد استخدماه من أجل البدء في دراسة المريخ دراسة متعمقة. وقد اختار العالمان علامة على سطح المريخ تقع ثمان درجات إلى الجنوب من خط الاستواء، واعتبروها نقطة القياس المرجعية لهم (وقد سميت هذه العلامة فيما بعد باسم سينس ميردياني، وأصبحت خط الزوال السماوي صفر للمريخ)، ومن رصدهم للكوكب، خلص العالمان إلى أن أغلب التضاريس السطحية على المريخ دائمة، وأيضًا حددا فترة دوران الكوكب بدقة. وفي عام 1840، جمع ميدلر بيانات عمليات الرصد التي امتدت إلى عشر أعوام لكي يرسم أول خريطة للمريخ، واستخدم العالمان لتمييز التضاريس الحروف عوضًا عن الأسماء؛ فعلى سبيل المثال أسندا لخليج الميريديان (سينس ميريدياني) الحرف «أ».
وفي فترة عمل الفلكي الإيطالي أنجيلو سيكّي في مرصد الفاتيكان الفلكي، وبالتحديد عندما كان المريخ في وضع مقابلة في عام 1858، تبين سيكّي علامة سطحية كبيرة مثلثة اسماها «العقرب الأزرق». كما تبين أيضًا الفلكي الإنجليزي جوزيف نورمان لوكير هذا التشكيل الشبيه بتجمع من السحب في عام 1862، وكذلك لاحظه راصدون آخرون. وفي فترة وجود المريخ في وضع مقابلة في عام 1862، وضع الفلكي الهولندي فريدريك كايزر المريخ في رسمه. وتمكن كايزر من تحديد مدة دوران المريخ بدقة أكبر عن طريق مقارنة رسمه التوضيحي برسم هوغنز وبرسم الفيلسوف الطبيعي الإنجليزي روبرت هوك. وتقع القيمة التي خلص إليها كايزر وهي 24 ساعة، و37 دقيقة، و22.6 ثانية، في نطاق عُشر ثانية زيادةً أو نقصانًا عن النسبة الصحيحة.
وقد وضع الأب سيكّي بعضًا من أوائل الرسومات التوضيحية الملونة للمريخ في 1863، وأطلق أسماء أشهر المستكشفين على العلامات السطحية المميزة. وفي 1869، رصد سيكّي علامتين سطحيتين داكنتين، وأشار إليهما باسم كانالي، وهو المرادف الإيطالي لكلمة «قنوات» أو «خطوط». وفي عام 1867، وضع الفلكي الإنجليزي ريتشارد أنطوني بروكتر خريطة أكثر تفصيلًا للمريخ تعتمد على رسم الفلكي الإنجليزي وليام راتر داوز في 1864. وأطلق بروكتر على هذه العلامات السطحية المختلفة؛ الداكنة منها والفاتحة، أسماء الفلكيين؛ القدامى منهم والمعاصرين، الذين ساهموا في رصد المريخ. وفي العقد عينه، وضع الفلكي الفرنسي كاميل فلاماريون والآخر الإنجليزي ناثان جرين خرائط ومسميات مشابهة لتلك التي وضعها بروكتر.
وفي جامعة لايبتزك في الفترة من عام 1862 إلى 1864، طور الفلكي الألماني يوهان كارل فريدريش زولنر فوتومتر مخصص لقياس انعكاسية القمر، والكواكب، والنجوم الساطعة. وبالنسبة للمريخ، قدر زولنر الوضاءة بقيمة 0.27. وفيما بين عامي 1877 و1893، رصد الفلكيان الألمانيان جوستاف ميلر وباول كيمبف المريخ باستخدام الفوتومتر الذي ابتكره زولنر، ووجدا نسبة قليلة من معامل تغيّر الطور، وهو اختلاف في الانعكاسية في الزاوية، مما يشير إلى أن سطح المريخ أملس وخال من التضاريس الحادة. وفي 1867، استخدم الفلكي الفرنسي بيير جانسن والآخر البريطاني وليام هجينز مطياف من أجل فحص الغلاف الجوي للمريخ. وقارن العالمان الطيف المرئي للمريخ بنظيره في القمر، وبما أن الطيف الخاص بالقمر لم يظهر به خطوط طيف بسبب الماء، اعتقد الفلكيان أنهم رصدوا وجود لبخار الماء في الغلاف الجوي للمريخ، وأكد هذه النتيجة الفلكي الألماني هيرمان كارل فوجل في 1872، والآخر الإنجليزي إدوارد والتر موندر في 1875، ولكن ثارت الشكوك حول هذا الاعتقاد لاحقًا.
وأتاح وضع مقابلة القبا في عام 1877 فرصة جيدة للفلكيين؛ فقد انتهز الفلكي الإنجليزي دايفد جيل فرصة الاقتراب هذه من أجل قياس اختلافات المنظر اليومية للمريخ من جزيرة أسينشين، وخلص جيل إلى تقدير اختلاف المنظر بقيمة 8.78 ± 0.01 دقيقة قوسية، وعلى هدى هذه النتيجة، استطاع أن يحدد بدقة أكبر المسافة بين الأرض والشمس بناءً على الأحجام النسبية لمدارات المريخ والأرض. وكذلك لاحظ جيل أن إطار قرص المريخ يبدو غير واضح بسبب غلاف الكوكب الجوي، مما حال دون وصول جيل إلى تحديد موقع الكوكب بدقة عالية.
وفي أغسطس 1877، اكتشف الفلكي الأمريكي أساف هول القمرين الخاصين بالمريخ عن طريق تلسكوب ذي عدسة مقاس 660 مل (26 بوصة) في مرصد الولايات المتحدة الفلكي البحري. وأطلق هول على القمرين اسما فوبوس وديموس بناءً على اقتراح هنري مادن، وهو مدرس علوم في كلية إيتون بإنجلترا.

## القنوات المريخية
وفي عام 1877، استخدم الفلكي الإيطالي جوفانّي سكياباريلّي تلسكوب ذا عدسة مقاس 22 سم (8.7 بوصة) ليعينه على وضع أول خريطة مفصلة للمريخ. وتُظهر هذه الخرائط بشكل ملحوظ علامات سطحية أطلق عليها اسم «كانالي»، ولكن اتضح فيما بعد أن هذه العلامات ماهي إلا خداع بصري. وكانت «الكانالي» هي خطوط طويلة مستقيمة تمتد على سطح المريخ، وأطلق سكياباريلّي عليها أسماء أنهار شهيرة على الأرض. أما مسمى «كانالي» فقد شاعت ترجمته الخاطئة إلى «قنوات» في الإنجليزية. وفي عام 1886، رصد الفلكي الإنجليزي وليام فريدريك دينينج أن هذه العلامات الخطية غير منتظمة ويظهر بها تكتلات وتقطعات. وبحلول 1895، اعتقد الفلكي الإنجليزي إدوارد ماوندر أن هذه العلامات الخطية ماهي إلا مجموع العديد من التفاصيل الصغيرة.
وقد وضع كاميل فلاماريون في كتابه (كوكب المريخ وظروف سكنه) اعتقاده بأن هذه القنوات الظاهرة بالكوكب تشبه المجاري التي يصنعها الإنسان، وقد يكون غرض الجنس الذكي الذي صنعها هو استخدامها في توزيع المياه في أرجاء العالم المريخي الذي يحتضر. وأيد فلاماريون وجود هذه الكائنات الحية، واعتقد أنهم قد يكونوا أكثر تقدمًا من الجنس البشري.
وبالإضافة إلى ذلك أنشأ بيرسفال لوفل، وذلك بعد تأثره بملاحظات سكياباريلّي، مرصدًا فلكيًا يضم تلسكوبين؛ أحدهما ذا عدسة مقاس 30 سم (12 بوصة)، والآخر 45 سم (18 بوصة)، وقد استخدم هذا المرصد في استكشاف المريخ في آخر الفرص الجيدة لفعل ذلك في عام 1894، وكذلك في أوقات المقابلة الأخرى التي لا تسمح برصد دقيق. ونشر لوفل كتب عن المريخ والحياة عليه، وتركت تلك المؤلفات عظيم الأثر على العامة. ورصد فلكيون آخرون «الكانالي»، ويُذكر منهم أونري جوزيف بيروتان ولوي تولو اللذان استخدما تلسكوب عدسات ذا مقاس 38 سم (15 بوصة) في مرصد نيس الفلكي بفرنسا، وكان هذا التلسكوب واحدًا من أكبر التلسكوبات الموجودة في هذه الوقت.
وبداية من عام 1901، حاول الفلكي الأمريكي أندرو إليكوت دوجلاس تصوير القنوات المريخية، ولكن من نجح في ذلك بالفعل هو الفلكي الأمريكي كارل أوتّو لامبلاند؛ فقد نشر صورًا لهذه القنوات المفترضة في 1905. ولاقت هذه النتائج قبولاً واسعاً إلى أن تحداها الفلكي اليوناني يوجنيوس مايكل أنطونيادي، وعالم الطبيعة الإنجليزي ألفرد راسل والاس بالإضافة إلى آخرين، فقد أوضح هؤلاء أن هذه العلامات محض خيال. ومع استخدام تلسكوبات أكبر، قل عدد «الكانالي» الطويلة المستقيمة المرصودة. وفي عملية رصد كان فلاماريون يقوم بها في 1909 باستخدام تلسكوب ذي عدسة مقاس 84 سم (33 بوصة)، تبين فلاماريون بعض الأشكال في أنماط غير منتظمة، ولكنه لم ير «كانالي».

## زيادة عامل وضوح رؤية الكوكب

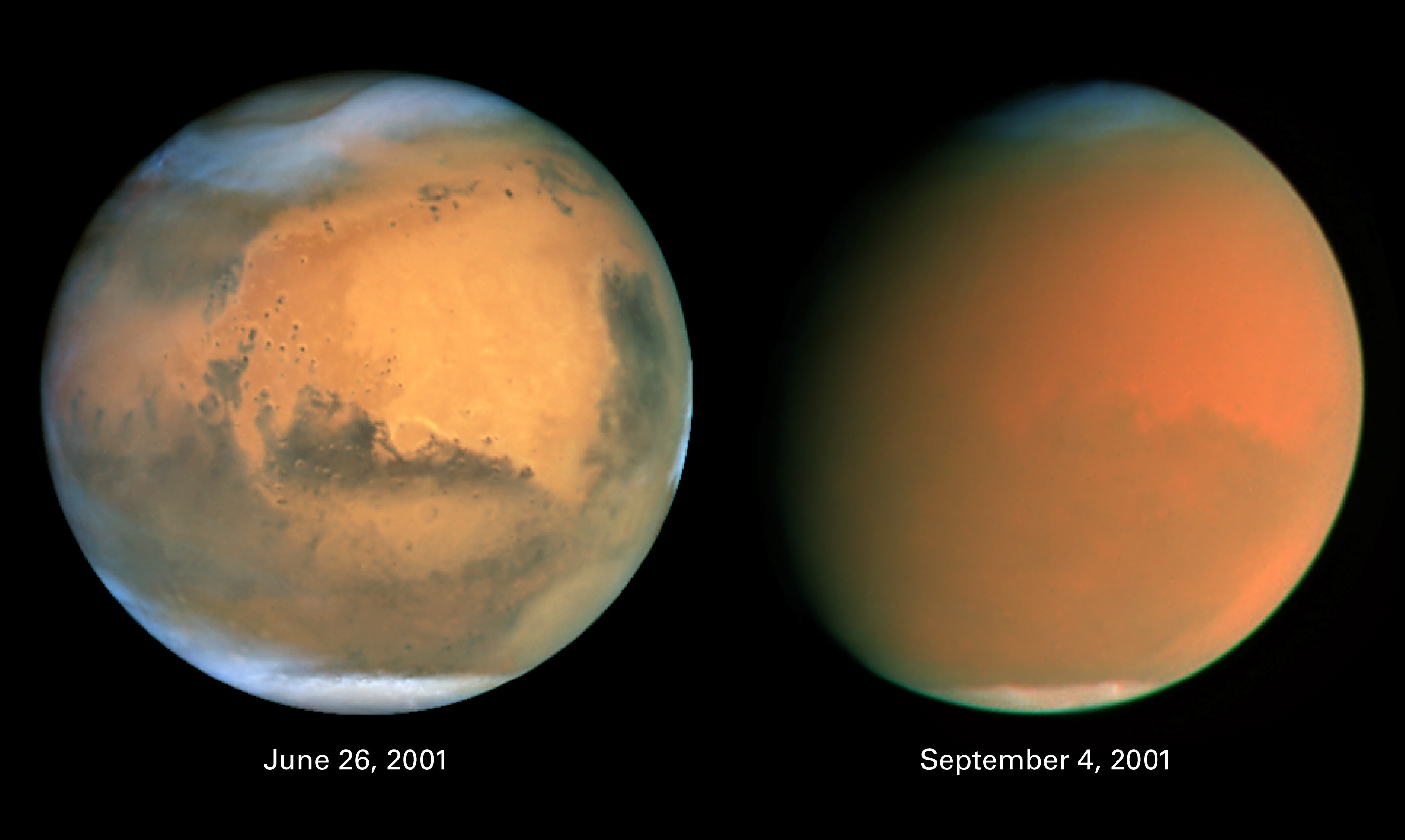
على اليسار تظهر سحب مريخية خفيفة بالقرب من المناطق القطبية. وعلى اليمين عاصفة ترابية تغطي سطح المريخ. الصورتان من ناسا/تلسكوب هابل الفضائي.

لاحظ سكياباريلّي تعتيم السحب الصفراء سطح المريخ في سبيعنيات القرن التاسع عشر. وبُرهن على وجود هذه السحب خلال فترات المقابلة في 1892 و1907. وفي 1909 لاحظ أنطونيادي أن وجود هذه السحب يرتبط بتعتيم الوضاءة، واكتشف أيضًا أن المريخ يبدو أكثر إصفرارًا خلال فترات المقابلة التي يكون فيها المريخ أقرب ما يكون إلى الشمس، وبالتالي يتلقى قدرًا أكبر من الطاقة. وكذلك اعتقد أنطونيادي أن يكون التراب أو ما تذره الرياح من رمال هو سبب ظهور تلك السحب.
وفي 1894 وجد الفلكي الأمريكي وليام والاس كامببيل أن طيف المريخ يتطابق كليًا مع طيف القمر، مما أثار الشك حول النظرية المزدهرة القائلة بأن الغلاف الجوي للمريخ يشابه نظيره للأرض. وفُسر الكشف عن الماء في الغلاف الجوي للمريخ فيما سبق بأن الظروف لم تكن مواتية، وقطع كامببيل بأن علامات الماء هذه كانت في الغلاف الجوي الأرضي. وعلى الرغم من أن الأغطية الثلجية على الكوكب تشير إلى وجود ماء في الغلاف الجوي، إلا أن كامببيل اعتقد أن حجم تلك الأغطية ليس كبير بما يكفي لإنتاج كميات بخار ماء يسهل الكشف عنها. وفي هذا العصر عُدت النتائج التي خلص إليها كامببيل مثيرة للجدل وانتقدتها المحافل الفلكية، ولكن أكد صحة هذه النتائج الفلكي الأمريكي والتر سيدني آدامز في 1925.
بالإضافة إلى ذلك، استخدم الفلكي البلطيقي الألماني هيرمان ستروف التغييرات المرصودة في مداري قمري المريخ من أجل أن يحدد تأثير جاذبية الشكل الكروي المفلطح الذي عليه الكوكب. وفي 1895، ومن هذه البيانات، خرج ستروف بإن طول القطر الاستوائي كان 1/190 أكبر من القطر القطبي، وفي 1911 دقق ستروف النسبة فأصبحت 1/192. وبرهن الأمريكي إدجار وليام وولارد صحة نتائج ستروف في عام 1944.
وعن طريق استخدام مزدوجة حرارية في الفراغ متصلة بتلسكوب هووكر، ذي عدسة مقاس 2.54 مل (100 بوصة)، المثبت في مرصد جبل ويلسون، تمكن الفلكيان الأمريكيان سيث بارنز نيكلسون وإديسون بيتيت في عام 1924 من قياس الطاقة الحرارية التي تنبعث من سطح المريخ. وقدر العلماء درجة الحرارة بإنها -68 سلزيوس (-90 فهرنهيت) عند القطب وتصل إلى 7 سلزيوس (45 فهرنهيت) عند نقطة منتصف القرص (المقابلة لخط الاستواء). وفي بداية العام عينه، قام الفيزيائي الأمريكي ويليام كوبلنتز والفلكي الأمريكي كارل أوتو لامبلاند باجراء قياسات الطاقة المنبعثة أو الإشعاعات. وأظهرت النتائج أن درجة الحرارة في الليل على المريخ تنخفض لتص -85 سلزيوس (-121 فهرنهيت)، وهو ما يشير إلى وجود «تقلب يومي حاد» في درجات الحرارة. وقد قيست درجة حرارة السحب المريخية وكانت -30 سلزيوس (-22 فهرنهيت). وفي عام 1926، عن طريق قياس الخطوط الطيفية التي حدث لها انزياح أحمر (تأثير دوبلر) نتيجة الحركة المدارية لكل من الكوكبين المريخ والأرض، تمكن الفلكي الأمريكي والتر سيدني آدمز من إجراء قياس مباشر لمقدار الأكسجين وبخار الماء في الغلاف الجوي للمريخ. ومن هنا وصل آدمز إلى أنه يغلب على الكوكب «ظروف مناخية صحراوية قاسية». عام 1943، اكتشف آدمز والفلمي ثيودور دنهام جونيور أن مقدر الأكسجين في غلاف المريخ الجوي يقل بنسبة 1% عن المقدار الموجود في منطقة مماثلة في الأرض.
وفي عام 1927، قدر الخريج الدنماركي صبريانوس أنيوس فان دن بوش كتلة المريخ معتمدًا على حركات الأقمار المريخية. أما النتائج التي توصل إليها فهي تخلاف الحقيقة بدرجة 0.2%. وأكد صحة نتائج بوش الفلكي الدنماركي فيليم دي سيتر في 1938. وباستخدام بيانات رصد كويكب قريب من الأرض يدعى إروس في الفترة من 1926 إلى 1945، تمكن الفلكلي الألماني الأمريكي أويجن كارل راب من الوصول إلى تقدير لكتلة المريخ مستقل عن كل ما سبقه من آراء عن طريق رصد حركة الكوكب التي يؤثر عليها اضطراب الجاذبية بسبب الكويكب المحيط به. كما أن راب قدر كتلة الكواكب الأخرى في النظام الشمسي الداخلي. وكان راب قد قدر هامش الخطأ في احصائاته هذه بنسبة 0.05%، ولكن أشارت المراجعات التي أُجريت على هذه النسب لاحقًا إلى أن الطرق المستخدمة ضعيفة مقارنةً بطرقٍ أخرى.
وفي عشرينيات القرن العشرين، استخدم الفلكي الفرنسي بيرنار ليوت مقياس استقطاب في دراسة الخصائص السطحية للقمر والكواكب. وفي عام 1929 لاحظ أن الضوء المستقطب المنبعث من سطح المريخ يشابه ذلك المنبعث من القمر بدرجة كبيرة على الرغم من أن ليوت اعتقد أن ملاحظاته هذه قد يفسرها الصقيع وربما الغطاء النباتي أيضًا. وفي عشرينيات القرن العشرين، استخدم الفلكي الفرنسي بيرنار ليوت مقياس استقطاب في دراسة الخصائص السطحية للقمر والكواكب. وفي عام 1929 لاحظ أن الضوء المستقطب المنبعث من سطح المريخ يشابه ذلك المنبعث من القمر بدرجة كبيرة على الرغم من أن ليوت اعتقد أن ملاحظاته هذه قد يفسرها الصقيع وربما الغطاء النباتي أيضًا. واعتمادًا على حجم ضوء الشمس الذي يفرقه الغلاف الجوي المريخي، وضع ليوت حد أعلى نسبته 1/15 من سمك الغلاف الجوي الأرضي، وهذه القيمة قيدت قيمة الضغط السطحي بقيمة 2.4 كيلو باسكال (24 مللي بار). وباستخدام مقياس طيفي للأشعة تحت الحمراء، وجد الفلكي الهولندي الأمريكي جيرارد كايبر ثاني أكسيد الكربون في الغلاف الجوي المريخي. وتمكن كايبر أيضًا من تقدير أن مقدار ثاني أكسيد الكربون في منطقة محددة على سطح المريخ يساوي ضعف المقدار في أي منطقة على سطح الأرض. ولكن بسبب أن كايبر قدر الضغط السطحي على المريخ بأكبر مما هو عليه، توصل كايبر إلى نتيجة خاطئة قائلة بإن الأغطية الجليدية المريخية لا يمكن أن تكون تكونت من ثاني أكسيد كربون متجمد. وفي عام 1948، وصل عالم الطقس الأمريكي سيمور ليستر هيسّ أن تكوين الغيمات المريخية الخفيفة لا يحتاج إلا لمقدار 4 ملليميتر (0.16 بوصة) من من أي نوع من نواتج تكثيف بخار الماء وضغط بخار بدرجة 0.1 كيلو باسكال (1.0 مللي بار).
وقد اعتمد الاتحاد الفلكي الدولي في 1960 أول مجموعة مصطلحات رسمية للوضاءات المريخي؛ فقد اعتمد الاتحاد 128 اسمًا مأخوذين عن خريطة أنطونيادي المسماة كوكب المريخ (بالفرنسية: La Planète Mars) والتي وضعت في عام 1929. وأسس الاتحاد الفلكي الدولي مجموعة عمل لمصطلحات الكواكب (بالإنجليزية: WGPSN) في 1973 من أجل أن تضع مخطط أسامي رسمية وموحدة للمريخ والأجسام الأخرى.

## الاستشعار عن بعد
تأسس برنامج دورية الكواكب الدولي عام 1969 ليكون جمعية تعكف على مراقبة التغيرات في الكواكب. واهتمت هذه المجموعة الدولية برصد العواصف الترابية على المريخ. والصور الناتجة عن عمليات الرصد هذه تجعل دراسة الأنماط الموسمية المريخية ممكنة في العالم كله. وأظهرت بيانات الرصد هذه أن أغلب العواصف الترابية على المريخ تحدث عندما يكون الكوكب في أقرب موقع للشمس.
ومنذ ستينيات القرن العشرين والمركبات الفضائية الآلية تُرسل لاستكشاف مدار المريخ وسطحه بالتفاصيل الدقيقة. وبالإضافة إلى ذلك، استمرت عمليات الاستشعار عن بعد للمريخ من الأرض باستخدام تلسكوبات أرضية وأخرى محلقة في الفضاء عبر استشعار الكثير من الأطياف الكهرومغناطيسية. ويشمل ذلك الرصد باستخدام الأشعة تحت الحمراء وذلك من أجل معرفة المواد المكونة للسطح، كما استُعملت أيضًا الأشعة فوق البنفسجية ورصد ما تحت الملليميتر لمعرفة مكونات الغلاف الجوي، بالإضافة إلى ذلك استُخدمت القياسات اللاسلكية (الراديو) لقياس سرعة الرياح.
ويُستخدم تلسكوب هابل الفضائي حتى الآن في القيام بدراسات ممنهجة للمريخ، وقد استطاع التلسكوب من التقاط صورة للمريخ تبلغ دقتها ما لم تبلغه سواها من الصور الملتقطة من الأرض. ويمكن لهذا التلسكوب التقاط صورًا نافعة للكوكب عندما تكون البعد الزاويّ بين الكوكب والشمس 50° على الأقل. ويستطيع تلسكوب هابل التقاط صورًا لنصف الكرة السماوية مما يتيح رؤية النظام المناخي بأكمله. ويمكن للتلسكوبات الأرضية المزودة بأجهزة اقتران شحنات أن تظهر صورًا نافعة للمريخ؛ فتتيح هذه الصور إمكانية مراقبة مناخ المريخ في أوقات المقابلة بانتظام.
ورصد الفلكيون لأول مرة انبعاث أشعة سينية من المريخ في عام 2001 من خلال مرصد تشاندرا للأشعة السينية، وفي عام 2003 اتضح أن هذه الأشعة المنبعثة تتألف من مكونين. والمكون الأول نتج عن طريق الأشعة السينية القادمة من الشمس والتي يفرقها الغلاف الجوي المريخي العلوي، أما الثانية فهي تأتي من التفاعلات بين الأيونات مما تؤدي إلى تبادل شحنات. وقد رصد مرصد الأشعة السينية ذو العديد من العدسات –العملية نيوتن الذي يحلق بالفضاء الانبعاث القادم من المصدر الثاني وقُدر بأنه يبلغ حوالي 8 مرات نصف قطر المريخ.
وفي عام 1983، أظهر تحليل مجموعة النيازك شيرجوتايت، وناكلايت، وتشاسيجنايت (مجموعة ش.ن.ت) أنهم قد يكونوا قد تكونوا على المريخ. ويُعتقد أن نيزك آلان هيلز 84001، الذي اكتُشفَ في القارة القطبية الجنوبية (أنتاركتيكا) في 1984، قد تكون على المريخ أيضًا ولكنه من مكونات مختلفة كليةً عن مجموعة نيازك ش.ن.ت. وفي عام 1996، أُعلن أن نيزك هيلز قد يحتوي على أدلة تشير إلى وجود مستحاثات ميكروسكوبية لبكتيريا مريخية، ولكن تظل هذه النتيجة محل جدل. وتوحي التحليلات الكميائية للنيازك المريخية التي وُجدت على الأرض أنه من المرجح أن تكون درجة الحرارة المحيطة بالمنطقة القريبة من سطح المريخ كانت تحت درجة تجمد الماء (صفر سلزيوس) في أغلب الوقت في الأربع بلايين سنة الماضية.

## وصلات داخلية
- المريخ
- المياه على كوكب المريخ

## وصلات خارجية
- "ثقافة مريخية شعبية". برنامج استكشاف المريخ. ناسا. 5 مايو 2008. مؤرشف من الأصل في 2019-09-23. اطلع عليه بتاريخ 2012-06-16.
- سنايدر، دايف (مايو 2001). "تاريخ رصد المريخ". مؤرشف من الأصل في 2019-06-08. اطلع عليه بتاريخ 2012-06-16.